# In the Jungle Groove
In the Jungle Groove (en español En el Surco de la Jungla) es un álbum recopilatorio del músico estadounidense de funk James Brown, lanzado en agosto de 1986 por Polydor Records. Fue un intento comercial por hacerlo relevante entre los músicos negros de los años 80. Se considera uno de sus mejores recopilatorios.

## Contexto
Originalmente lanzado para capitalizar en la popularidad de Brown en los círculos de hip hop de la época, incluyó el primer lanzamiento en álbum del sencillo varias veces usado como sample "Funky Drummer" de 1969, junto con una selección de pistas no lanzadas anteriormente, tomas alternas, y remixes. Los registros originales fueron producidos por Brown, mientras el relazamiento fue producido por Cliff White y Tim Rogers. Una recopilación similar, Motherlode, fue lanzada en 1988.
El álbum contiene temas grabados entre 1969 y 1971, y un tema de 1972. A todas luces es un recopilatorio temporalmente reducido, pero sustancioso en contenido.

### Título
El título del álbum fue tomado de una canción que Brown grabó en estudio en agosto de 1970. La grabación completa de la canción "In The Jungle Groove" permanece inédita y nunca ha sido publicada; aun así, su introducción está conectada con el inicio de "I Got the Move", en el álbum, otra canción grabada en la misma sesión, que también estaba sin publicar. Una remasterización apareció en el 2003, e incluía un tema extra, la versión extendida de "Blind Man Can See It", de la banda sonora de Black Caesar.

### Portada
El arte de portada muestra a Brown sentado en lo que parece ser una celda. Está vestido completamente de mezclilla, de color azul oscuro, color típico de los pantalones vaqueros o jeans. Lleva botas negras, un cigarro en su mano derecha, y apoya su brazo izquierdo sobre la rodilla, que se encuentra flexionada y se apoya en un muro. Dicho muro, de color claro lleva el nombre del álbum, precedido por el del artista. La caligrafía recuerda a la portada del álbum Beggars Banquet, de los Rolling Stones, pues parece haber sido hecho con un objeto afilado. De ahí el aspecto de cárcel de la foto completa. Brown lleva el cabello esponjado y tiene vello facial debajo de sus labios, al estilo típico de los músicos negros de los 80. En el muro también aparecen las letras LM.
En ediciones posteriores, la foto perdió sus colores, quedando a blanco y negro, y la inscripción de la pared se dejó de color rojo.

## Recepción crítica
En una revisión contemporánea, Richard Hallman de The Atlanta Journal-Constitution recomendó el álbum a "conocedores y coleccionistas", y dijo que "tiene que ser considerado de ser adquirido sólo por quienes toman a The Godfather muy seriamente". Ken Tucker, escribiendo en el Chicago Tribune, dirigiendo Polygram para su "proyecto admirable de relanzamiento de la música de Brown hizo durante finales de los 60 y principios de los 70, cuándo desaparece de la escena pop para grabar mucho más de su funk." Cite Clyde Stubblefield rendimiento encima "Funky Drummer" como el punto destacado y dijo que el álbum "sirve para recordar el oyente que, además de su grandeza como cantante y un rítmico innovator, Brown es también un dirigente de banda excepcional."
In the Jungle Groove fue votado como el cuarto mejor relanzamiento de 1986 en una encuesta anual de The Village Voice  Robert Christgau del Daily Mail lo llamó "un muy esperado trabajo", mientras que a nivel general ocupó el octavo lugar de relanzamientos de 1986.
En un artículo retrospectivo para Rodar Stone, Christgau dijo que superaba en calidad a Star Time de 1991, considerado su mejor recopilatorio, En el Surco de Jungla es "para alumnado serio sólo", incluso aunque "Brown es el artista raro  quién mejora con longitud." Douglas Wolk, escribiendo para Preguntarse Sonido, dijo que  "inspire un millón de cadera-hop muestras" y presentados "blisteringly intensos funk workouts" de un periodo cuándo Brown y su 1970@–71 banda  "hacía algún de los registros de baile más grandes de aquella era." En 2000, Vibe la revista lo incluyó encima su lista de los 100 álbumes esenciales del siglo XX. En 2003, Rodamiento Stone ranked  numere 330 en su lista de los 500 álbumes más grandes de todos los tiempos, y 329 en la 2012 lista revisada. En una revisión del álbum es reestrena, Brian James de PopMatters sentía que En el Surco de Jungla merece un re-liberar "porque la música lo gana. Sus orígenes como quickie dinero efectivo-en  no detract del undeniable poder de los surcos unleashed dentro, ni es el proceedings hecho daño por el rotativo-puerta lineup del periodo." James argumentó que  exhibe Brown  sidemen, quién "forjó a un molde que era [suyo] creación impresionante", y recomendado lo a oyentes quiénes están interesados en Marrones o funk música.

## Personal
Créditos.
| - James Brown - Órgano, voz principal, productor - Bobby Byrd - Órgano, voces - Robert Lee Coleman - Guitarra - Bootsy Collins - Bajo - Phelps "Catfish" Collins - Guitarra - J.C. Convertino - Ingeniero - Russell Delitos - Trompeta - Joseph Davis - Trompeta - Dennis M. Drake - Ingeniero, Masterización digital - Jeff Faville - Diseño - Richard "Kush" Griffith - Trompeta - Johnny Griggs - Conga - Clayton "Pollo" Gunnells - Trompeta - Darryl "Hasaan" Jamison - Trompeta - Alphonso "País" Kellum - Guitarra - Danny Krivit - Editando - Arte Lopez - Conga - Hearlon "Cheese" Martin - Guitarra |  | - Robert McCollough - Saxófono de tenor - Jerone "Jasaan Sanford" Melson - Trompeta - Jimmy Nolen - Guitarra - Jimmy Parker - saxófono de Alto - Maceo Parker - saxófono de Tenor - Melvin Parker - Batería - St. Clair Pinckney - Saxófono de barítono - Tim Rogers - Productor, Mezclando - Charles "Sweet" Sherrell - Bajos - John "Jabo" Starks - Percusión - Clyde Stubblefield - Percusión - Fred Thomas - Bajo - Louis Tilford - saxófono de barítono - Howie Weinberg - Mastering - Fred Wesley -Trombón - Clifford Blanco - Productor - Eldee Williams - saxófono de tenor |